# المحيشي
المحيشي منطقة تقع شرق مدينة بنغازي ثاني أكبر مدن ليبيا. يحد المنطقة من الشمال حي سيدي يونس وقد بدأت المنطقة في التكون سنة 1968 بعد نقل سكان الاكواخ على شاطئ الصابري إلى الوحيشي.

## سبب التسمية
يرجع سبب التسمية إلى الشاعر عمر فخري المحيشي الذي تبرع بالأرض التي يملكها طالبا من الحكومة الإيطالية تقسيمها على المواطنين المقيمين على شاطئ الصابري، لكن إيطاليا كانت مشغولة بالحرب العالمية الثانية، وتوفي الشاعر سنة 1942، وترك وصية بتقسيم الأرض وبعد الاستقلال تم تنفيذ الوصية.

## الحالة الاجتماعية للمنطقة
معظم سكانها من ذوى الدخل المحدود، موظفين وحرفيين وعسكريين وتجار صغار، وهم خليط من كل مناطق ليبيا، وقد نقلوا إليها من منطقة شاطئ الصابري ومن منطقة السلماني، حيث كانوا يسكنون اكواخ عشوائية أو جاؤا بعد ذلك من مناطق أخرى، بعد أن استقر بهم الحال في بنغازي، التي جاؤها بحثا عن مصدر الرزق، في اوقات الشدة، خاصة بعد الحرب العالمية.ثم بعد استكمال مشروع حى المحيشى وزعت عليهم الأراضي مسيجة بسياج خارجي فقط ثم استكمل السكان بناءً البيوت بقروض عقارية، لايختلف حى المحيشى عن باقى احياء بنغازى الا في وحدة الشكل الخارجي للبيوت، أما السكان فلا يختلفون عن غيرهم من حيث اختلاف المستوى التعليمى أو الثقافى، تجد العامل والعالم، أصحاب المهن واصحاب الشهادات، الجنودوالضباط أصحاب الرتب، خليط من البشر في تجانس عجيب بين أهل الشرق والغرب من مختلف القبائل الليبية.